# Podplat
Podplat je naselje u slovenskoj Općini Rogaškoj Slatini. Podplat se nalazi u pokrajini Štajerskoj i statističkoj regiji Savinjskoj. 

## Stanovništvo
Prema popisu stanovništva iz 2002. godine naselje je imalo 107 stanovnika.